# Boris Borissowitsch Grebenschtschikow
Boris Borissowitsch Grebenschtschikow (BG) (russisch Борис Борисович Гребенщиков; * 27. November 1953 in Leningrad, UdSSR) ist ein russischer Poet und Musiker und Leader der Band Aquarium. Grebenschtschikow gilt als „Großvater“ des sowjetischen Rock und als Idol der Jugendkultur der 1980er- und 2000er-Jahre.

## Leben und Karriere
Grebenschtschikow besuchte bis 1970 das „Physik-und-Mathematik-Gymnasium Nr. 239“ in Leningrad. Mit Anatoli Gunizki gründete er im Sommer 1972 die bis heute bestehende Band Aquarium, die anfangs wenig bekannt war, selten kurze Konzerte in anderen Städten gab und häusliche Aufnahmen produzierte. 1977 schloss Grebenschtschikow ein Studium an der Fakultät für Angewandte Mathematik der Staatlichen Universität St. Petersburg ab und begann, in einer Forschungseinrichtung zu arbeiten; nebenbei schrieb er weiter Texte, trat mit der Band auf und gründete mit dem „experimentellen Studenten-Theater der Staatlichen Universität“ das erste Rockjournal der UdSSR „Roksi“. Inspiriert von Bob Dylan nahm er im Sommer 1978 das Album Все братья − сёстры („Alle Brüder – Schwestern“) auf.
Nach einem Auftritt beim ersten sowjetischen Rockfestival im April 1980 in Tiflis wurde Grebenschtschikow aus dem Komsomol ausgeschlossen (Eintritt 1967) und aus seiner Forschungsarbeit entlassen. Die Band Aquarium wurde offiziell in der Sowjetrepublik verboten. Die Band wurde 1981 Mitglied im Leningrader Rockclub und beteiligte sich an den ersten fünf Festivals. 1982 produzierte Grebenschtschikow, in Kooperation mit der Band Zoopark, das erste Album für die Rockgruppe Kino, 45. 1988 war Grebenschtschikow an dem Album В круге света (W kruge sweta, „Im Kreise des Lichts“) der Band Maschina Wremeni beteiligt. Mit David A. Stewart von den Eurythmics nahm er 1989 das englischsprachige Album Radio Silence auf.
Anfang der 1990er hörte die Tätigkeit bei Aquarium1.0 auf, wobei Grebenschtschikow in der Zeitspanne von 1991 bis 1992 seine eigene „BG-Band“ gründete und dennoch ab 1993 bei Aquarium2.0 weitermachte.
Im Januar 1998 gewann Grebenschtschikow den „Triumph“-Preis und zwei Jahre später am 23. September 2000 wurde ihm der Sankt Petersburger Preis „Menschen unserer Stadt“ (Ljudi naschego goroda russisch Люди нашего города) verliehen. Am 7. April 2001 verlieh ihm das Rockmagazin „FUZZ“ einen Preis für die Entwicklung der Rockmusik und der Radiosender Nasche radio ehrte die Band Aquarium und BG mit der Auszeichnung „PoboRoll“ (russisch ПобоРолл) für ihren Beitrag zur Entwicklung der Musik.

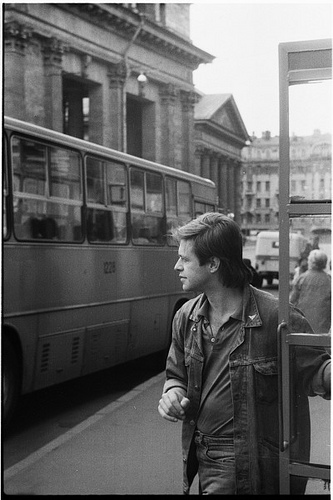
Boris Grebenschtschikow 1987

Zu Grebenschtschikows 50. Geburtstag wurde 2003 ein Konzert im Kreml veranstaltet und im selben Jahr wurde ihm der Verdienstorden für das Vaterland der IV. Klasse verliehen.
Ab Mai 2005 moderierte Grebenschtschikow beim Radiosender Radio Rossii. 2006 wurde er wegen einer Sehschwäche operiert. Am 21. Mai 2007 trat er mit seiner Band in der Royal Albert Hall in London auf. Am 8. Januar 2009 erhielt Grebenschtschikow in Berlin einen Koronararterien-Bypass. Im März 2014 protestierte er gegen die Verwendung eines seiner Lieder zur Unterlegung einer Propagandasendung, welche zu Hass aufrief. Er zitierte „Diejenigen, die einige um anderer willen hassen, spielen dem Teufel in die Hände.“

„Egal wie groß Ihr Wunsch ist, in die Geschichte einzugehen, versuchen Sie nicht, dies auf Kosten des Todes von Menschen zu tun, die Ihnen vertrauen. [...] Hören Sie auf, Ihre Leute um des heute scheinbaren Nutzens willen anzulügen – morgen wird es zu unverhältnismäßig großen Verlusten führen.“

## Familie
Sein Vater Boris Alexandrowitsch Grebenschtschikow war Ingenieur von Beruf und arbeitete als Direktor in einer Fabrik, er verstarb 1975. Die Mutter Ljudmila Charitonowna Grebenschtschikowa und die Großmutter Jekaterina Wassiljewna überlebten die Leningrader Blockade, während der Großvater und der Urgroßvater umkamen.
Die erste Ehefrau Natalja Kozlowskaja heiratete Boris Grebenschtschikow 1976 und 1978 kam seine Tochter Alissa zur Welt, die heute als Schauspielerin tätig ist. Wegen seines Skandalauftritts 1980 in Tiflis ging die Ehe in die Brüche.
Seine Tochter Alissa brachte 2008 einen Jungen namens Alexei zur Welt und heiratete im selben Jahr den Vater des Kindes.
Die zweite Ehefrau Ljudmila Schurigina war vor der Ehe die Lebensgefährtin des Cellisten Wsewolod Gakkel aus der Band Aquarium. Boris und Ljudmila heirateten 1980 und sie brachte am 14. Februar 1985 ihren gemeinsamen Sohn zur Welt, der Gleb heißt. Inzwischen hat Gleb eine Tochter namens Alissa und ist unter dem Namen „DJ gebe“ bekannt.
Die dritte Ehefrau heißt Irina und war zuvor mit Alexander Titow, dem Bassisten der Band Aquarium, verheiratet. Boris und Irina heirateten 1991 und zogen gemeinsam die Kinder groß, Mark Titow und Wasilissa Grebenschtschikowa, die aus der ersten Ehe der Mutter stammen.
Mark engagiert sich musikalisch in einigen unabhängigen Bands und komponiert unter dem Pseudonym „Bio C“ Elektromusik. Wasilissa ist Künstlerin.

## Religion
Anfang der 1990er Jahre beschäftigte sich Grebenschtschikow ernsthaft mit Buddhismus und sammelte lange Zeit wunderwirkende Ikonen.
In Malaysia lernte er 2006 den indischen Auswanderer Sri Chinmoy kennen, der ihn im Nachhinein als „Purushottama“ bezeichnet, was so viel wie „Grenzenüberschreitender“ bedeutet. Chinmoys Unterstützung ermöglichte ihm, ein Konzert in der Royal Albert Hall in London und 2007 ein Solokonzert bei den Vereinten Nationen zu veranstalten, das durch Sri Chinmoys Schüler begleitet wurde. In Sri Chinmoys Namen wurde auch das Projekt „Aquarium International“ ins Leben gerufen, an dem sich mehrere Dutzend Musikanten weltweit beteiligten.
Grebenschtschikow hat zwei Bücher von Tulku Urgyen Rinpoche ins Russische übersetzt und sei derzeit an der Übersetzung des Bhagavad Gita beschäftigt.

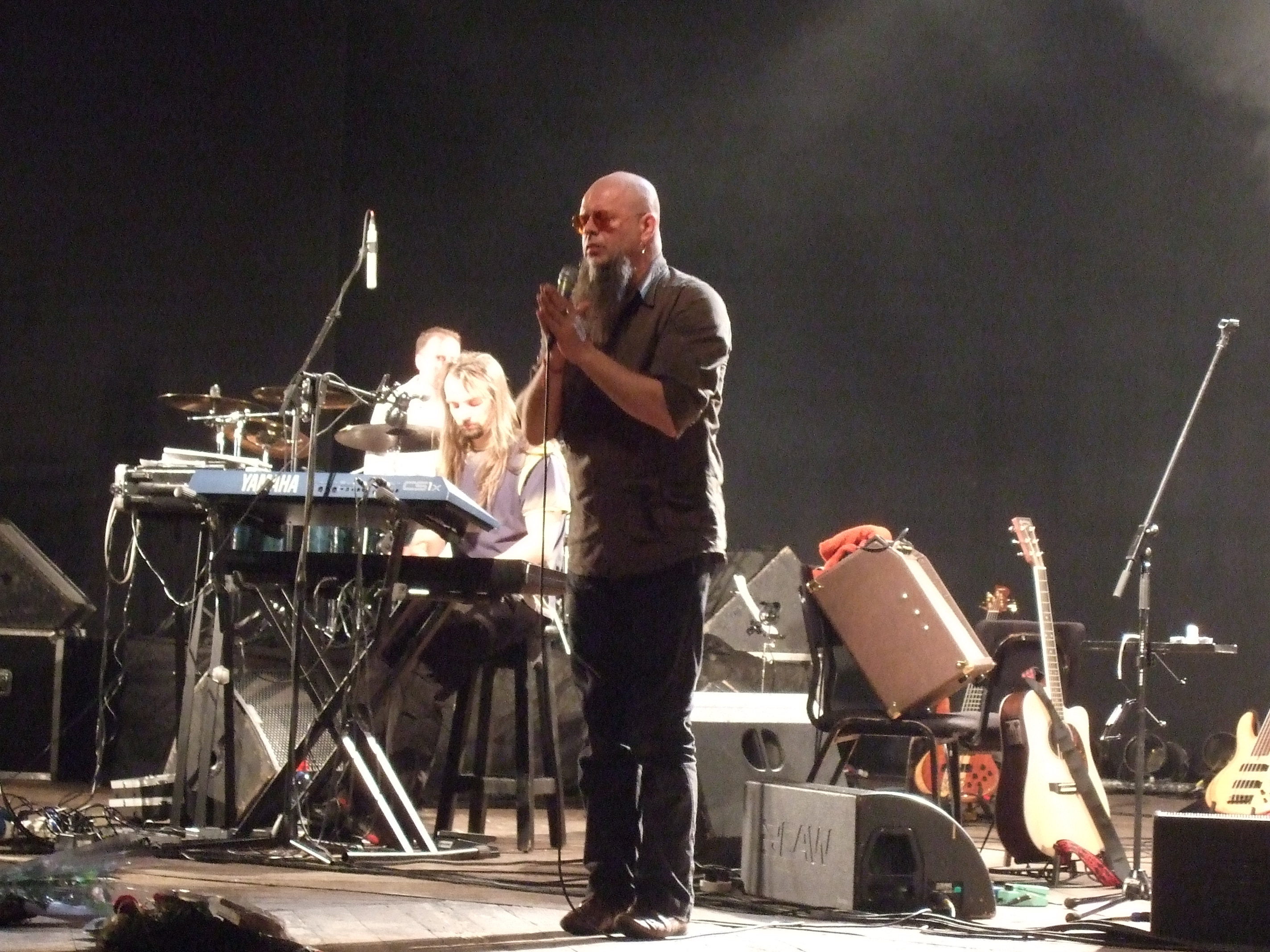
BG 2008 bei der Arbeit

## Diskografie

### Alben (Aquarium)
- 1973: Искушение Святого Аквариума (Verführung des Heiligen Aquariums)[6]
- 1973: Менуэт земледельцу (Menuett für den Erdbesitzer)[7]
- 1974: Притчи графа Диффузора (Apolog des Grafen Deffusor)[8]
- 1976: С той стороны зеркального стекла (Von der anderen Seite des Spiegels)[9]
- 1980: Майк и Аквариум 25 октября 1980 (Maik und Aquarium 25. Oktober 1980)das Album wurde erst 2010 veröffentlicht
- 1980: Скоро кончится век (Bald endet das Jahrhundert)[10]
- 1981: Синий альбом (Das Blaue Album)[11]
- 1981: Треугольник (Dreieck)[12]
- 1981: Электричество (Elektrizität)[13]
- 1982: Акустика (Akustik)[14]
- 1982: Табу (Tabu)[15]
- 1983: Радио Африка (Radio Afrika)[16]
- 1984: Ихтиология (Ichthyologie)[17]
- 1984: День Серебра (Silbertag)[18]
- 1985: Дети Декабря (Kinder des Dezembers)[19]
- 1986: Десять стрел (Zehn Pfeile)[20]
- 1987: Равноденствие (Tagundnachtgleiche/Äquinoktium)[21]
- 1987: Наша жизнь с точки зрения деревьев (Unser Leben aus der Sicht der Bäume)das Album wurde erst 2010 veröffentlicht[22]
- 1989: Феодализм (Feudalismus)das Album wurde erst 2007 veröffentlicht[23]
- 1993: Любимые песни Рамзеса IV (Lieblingslieder von Ramses IV.)[24]
- 1993: Письма капитана Воронина (Lieder vom Kapitän Woronin)
- 1994: Пески Петербурга (Peterburger Sand)[25]
- 1994: Кострома mon amour (Kostroma mon amour)[26]
- 1994: Задушевные песни (Innige Lieder)[27]
- 1995: Навигатор (Navigator)[28]
- 1996: Снежный лев (Schneelöwe)[29]
- 1997: Гиперборея (Hyperborea)[30]
- 1998: Молитва и пост (Beten und Fasten)ein Internetalbum, welches erst 2001 auf CD erschien.
- 1998: БГ+Зомбияйц (BG+Zombieier)erschien erst 2009
- 1999: Оракул Божественной Бутылки (Orakel der Göttlichen/Heiligen Flasche)das Album wurde erst 2010 veröffentlicht
- 1999: Ψ[31]
- 2000: Территория (Territorium)
- 2002: Сестра Хаос (Schwester Chaos)[32]
- 2003: Песни рыбака (Lieder des Fischers)[33]
- 2005: ZOOM ZOOM ZOOM[34]
- 2006: Беспечный русский бродяга (Sorgloser russischer Streuner/Landstreicher)[35]
- 2008: Лошадь белая (Weißes Pferd)[36]
- 2009: Пушкинская, 10 (Puschkinstraße 10)[37]
- 2010: День радости (Tag der Freude)
- 2011: Архангельск (Archangelsk)
- 2013: Аквариум+ (Aquarium+)
- 2020: Top
- 2022: Дом Всех Святых

### Boris Grebenshikov (Solo-Alben)
- 1978: Все братья – сёстры (Alles Brüder – Schwestern)[38]
- 1989: Radio Silence[39]
- 1992: Русский альбом (Russisches Album)[40]
- 1994: Песни Александра Вертинского (Lieder von Alexander Wertinski)[41]
- 1996: Чубчик (kurze Mähne)[42]
- 1996: Radio London[43]
- 1997: Лилит (Lilith)[44]
- 1998: Борис Гребенщиков и DeadУшки (Boris Grebenschtschikow und DeadUschkiBand)[45]
- 1998: Прибежище ft. Gabrielle Roth (Zufluchtsort)[46]
- 1999: Песни Булата Окуджавы (Lieder von Bulat Okudschawa)[47]
- 2002: Bardo ft. Gabrielle Roth[48]
- 2004: Без слов (Ohne Worte)Limitierte Auflage, 1000 Exemplare, ist nicht im freien Verkauf erschienen; wurde nur bei Liveauftritten der Band verbreitet[49]
- 2014: Соль (Salz)
- 2018: Время N (Zeit N)
- 2020: Знак огня (Feuerzeichen)
- 2020: Услышь Меня, Хорошая
- 2022: Песни Бардов

### Boris Grebenshikov (EPs)
- 2023: Songs Of Clear Light
- 2023: Богрукиног
- 2024: Новый Шелковый Путь
- 2024: Square Root Sun
- 2024: Pictures Of You

### Boris Grebenshikov (Singles)
- 1992: Никита Рязанский
- 2014: Saraswati (mit Krishna Das)
- 2018: Время N
- 2020: Вон Вавилон